# Dasyornis
Dasyornis (česky střízlíkovec, podobně jako druhy čeledi střízlíkovcovití (Acanthizidae), do níž byl původně řazen) je rod zpěvných ptáků, jediný rod čeledi Dasyornithidae. Tři druhy tohoto rodu žijí v Austrálii.

## Druhy
- Dasyornis brachypterus, střízlíkovec východní – ohrožený druh, žijící ve dvou subspeciích v Austrálii. Ssp. monoides žije v jihovýchodním Queenslandu a severovýchodním Novém Jižním Walesu, ssp. brachypterus ve východním Novém Jižním Walesu a východní Viktorii. Populace severního poddruhu poklesla z asi 206 párů v roce 1988 na pouhých cca 16 párů v letech 1997–1998 a asi 13 párů v roce 2007. Populace ssp. brachypterus je stabilní, činí asi 1 550 jedinců na čtyřech základních lokalitách; tyto subpopulace jsou pravděpodobně izolované.[2]
- Dasyornis broadbenti, střízlíkovec rezavohlavý – tento druh je stále poměrně rozšířený, i když západoaustralský poddruh D. b. litoralis vyhynul v roce 1906. Ssp. broadbenti žije ve Viktorii a Jižní Austrálii, ssp. caryochrous v západní Viktorii.[3]
- Dasyornis longirostris, střízlíkovec západní – zranitelný druh, původně hnízdící na jihozápadě Západní Austrálie od Perthu po Ravensthorpe; nyní žije pouze v Národním parku Fitzgerald River a v malé oblasti východně Albany (část ptáků byla reintrodukována na západ od Albany). V současné době je stabilní, s populací 1500–2000 jedinců.[4]

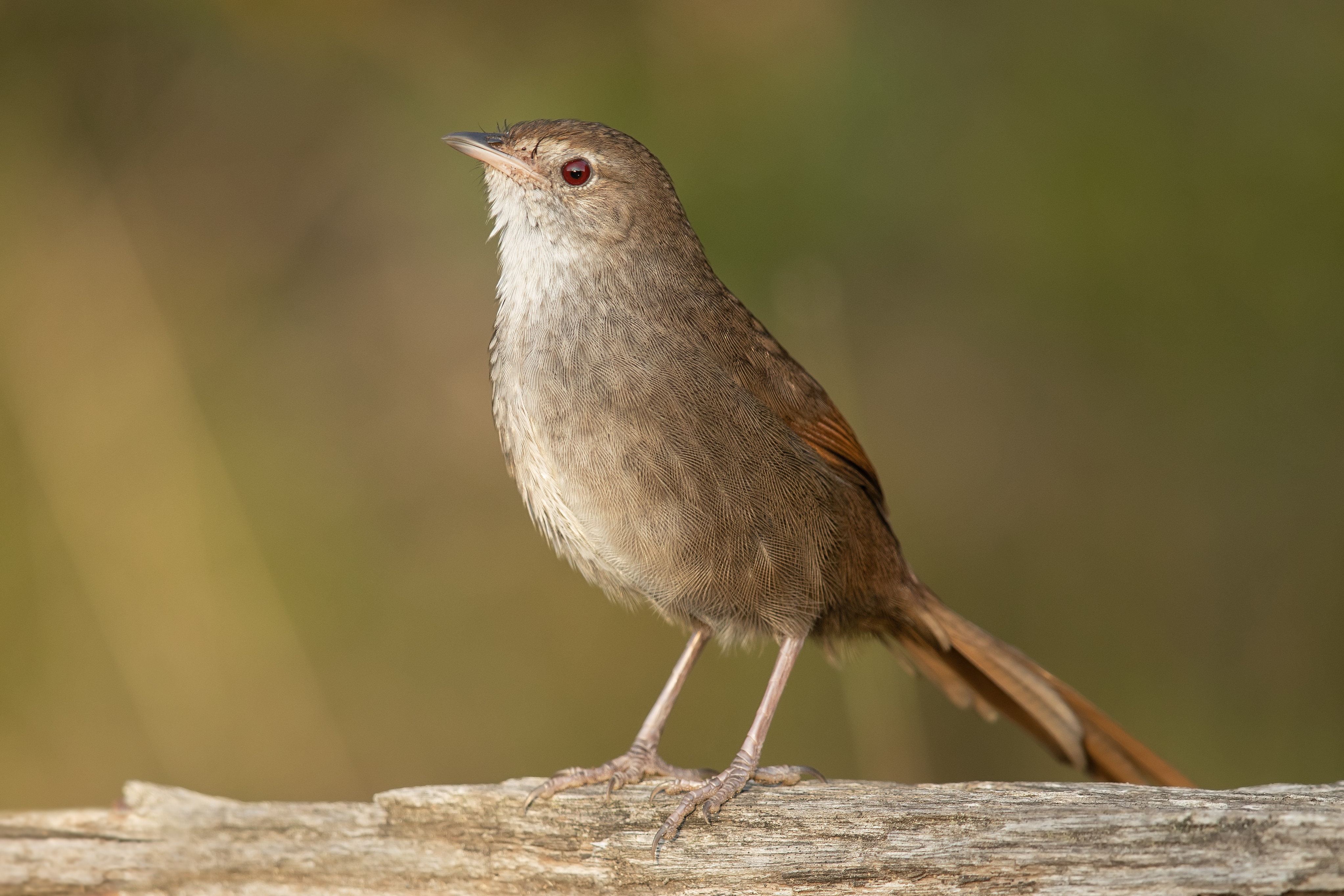
střízlíkovec východní
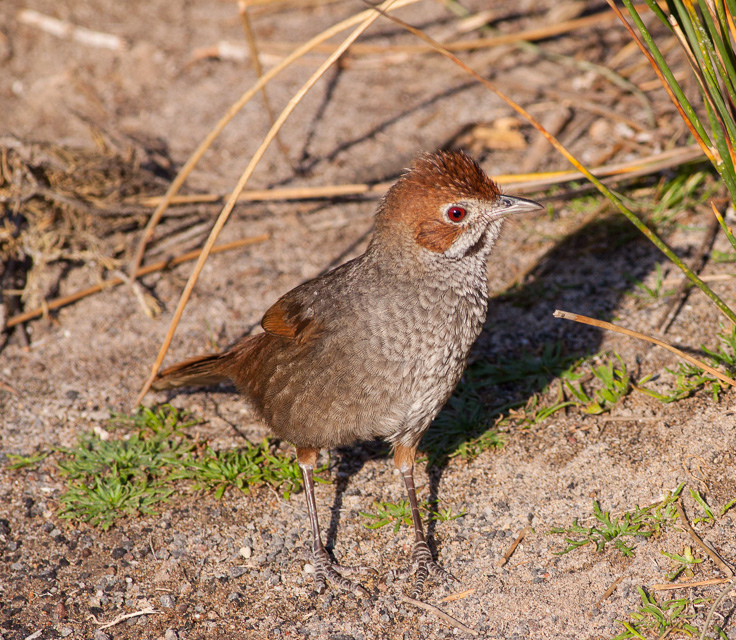
střízlíkovec rezavohlavý
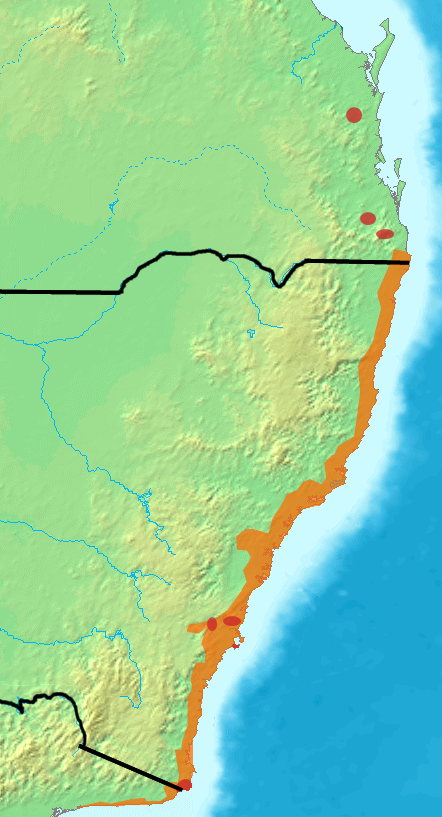
Rozšíření střízlíkovce východního (Dasyornis brachypterus)